# Шешенкара
Шешенка́ра (каз. Шешенқара) — село у складі Бухар-Жирауського району Карагандинської області Казахстану. Адміністративний центр Шешенкаринського сільського округу.
Населення — 810 осіб (2021; 983 у 2009, 1246 у 1999, 1479 у 1989).
Національний склад станом на 1989 рік:
- казахи — 37 %;
- росіяни — 30 %;
- німці — 23 %.

До 1993 року село називалось Пролетарське.